# كلوستريديوم روثي - النويع الحراري الحليبي
كلوستريديوم ستيركوراريوم نويع ثيرمولاكتيكام أو كلوستريديوم روثي نويع الحراري الحليبي أو كلوستريديوم روثي - النويع الحراري اللبني (نسبة إلى درجة حرارة النمو العالية ونسبة لركيزة النمو) هو نوع من البكتيريا من فصيلة كلوستريدياسيا.